# V591 Возничего
V591 Возничего (лат. V591 Aurigae), HD 277177 — двойная затменная переменная звезда типа Беты Лиры (EB) в созвездии Возничего на расстоянии приблизительно 2384 световых лет (около 731 парсека) от Солнца. Видимая звёздная величина звезды — от +11,42m до +10,81m. Орбитальный период — около 1,1097 суток.

## Характеристики
Первый компонент — белая звезда спектрального класса A0. Радиус — около 3,57 солнечных, светимость — около 26,08 солнечных. Эффективная температура — около 6900 K.
Второй компонент — белая звезда спектрального класса A.